# لیمون کینگ
لیمون کینگ (انگلیسی: Leamon King; ۱۳ فوریهٔ ۱۹۳۶ – ۲۳ مهٔ ۲۰۰۱) دونده اهل ایالات متحده آمریکا بود.